# Gayndah
Gayndah – miasto w Australii, w stanie Queensland.

## Współpraca
Miejscowość partnerska:
- Zonhoven, Belgia